# Zone de minimum d'oxygène
Pour les articles homonymes, voir ZMO.
La zone de minimum d'oxygène (ZMO ou OMZ, de l'anglais Oxygen minimum zone), parfois appelée zone d'ombre (shadow zone), est la zone sous-marine où la saturation en oxygène de l'eau de mer dans l'océan est à son plus bas. Cette zone est habituellement atteinte à des profondeurs de 200 à 1 000 mètres, selon les contextes locaux.

## Description

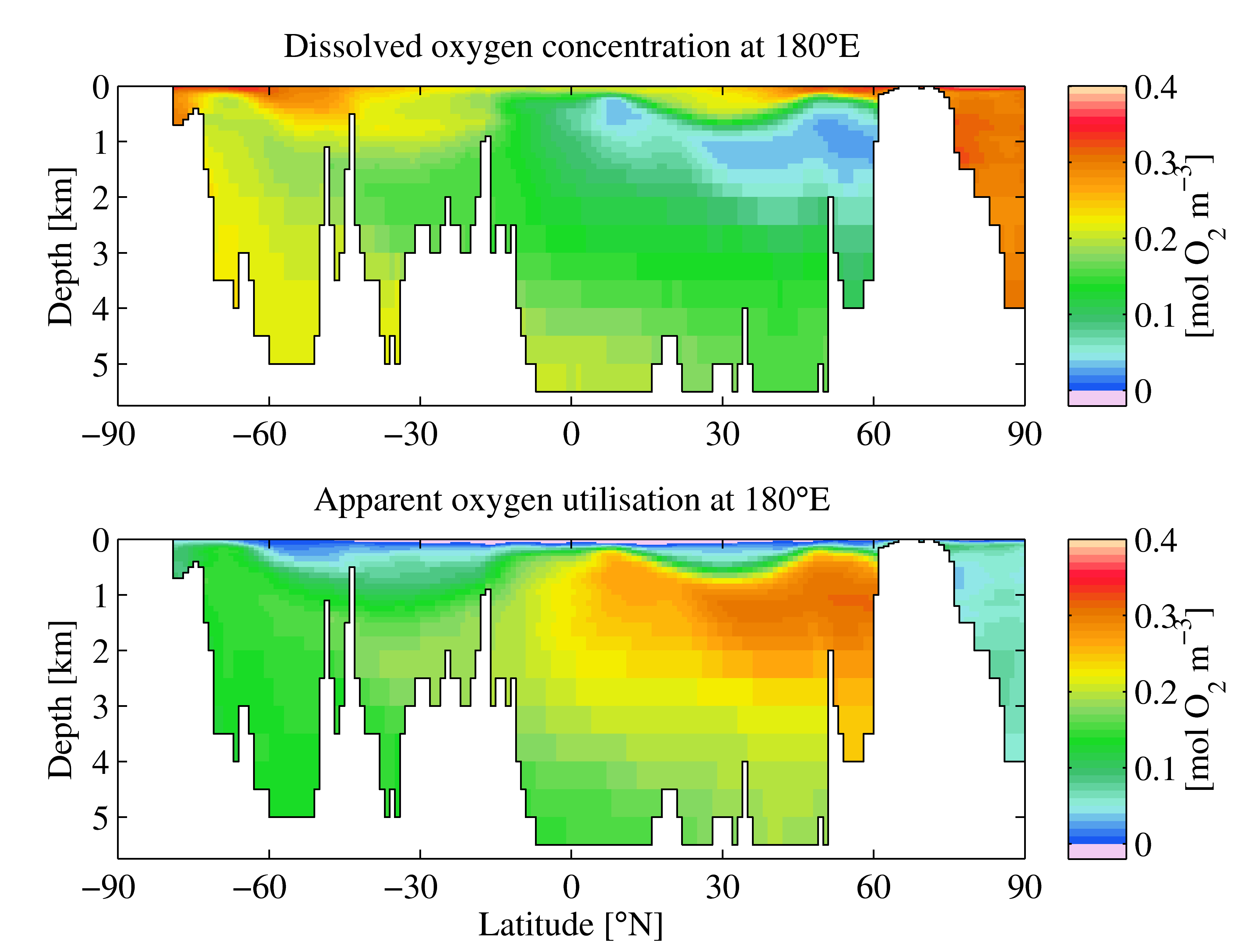
Moyenne annuelle de l'oxygène dissous (graphique du haut) et la consommation apparente d'oxygène (graphique du bas) à partir du World Ocean Atlas. Ces données correspondent à une section de méridienne nord-sud à 180°E (approximativement au centre de l'océan Pacifique). Les zones blanches reflètent la bathymétrie. La zone du minimum d'oxygène apparait en bleu (en haut, elle est située entre 0°N et 60°N à une profondeur moyenne d'environ 1000 m.

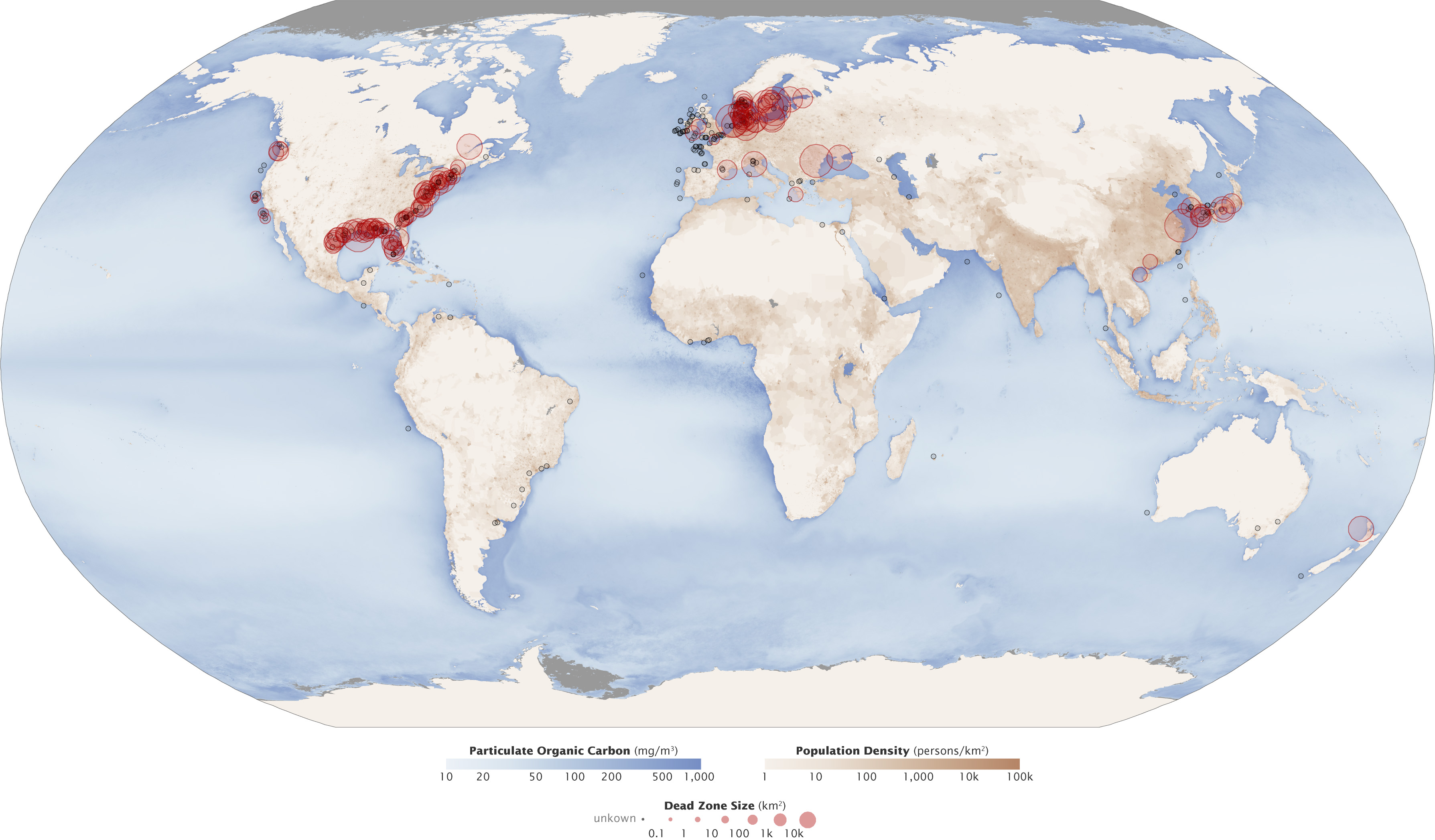
Zones marines mortes, qui sont un cas particulier de zones de déplétion de l'oxygène dissous, souvent dans les grandes baies et au droit des estuaires.

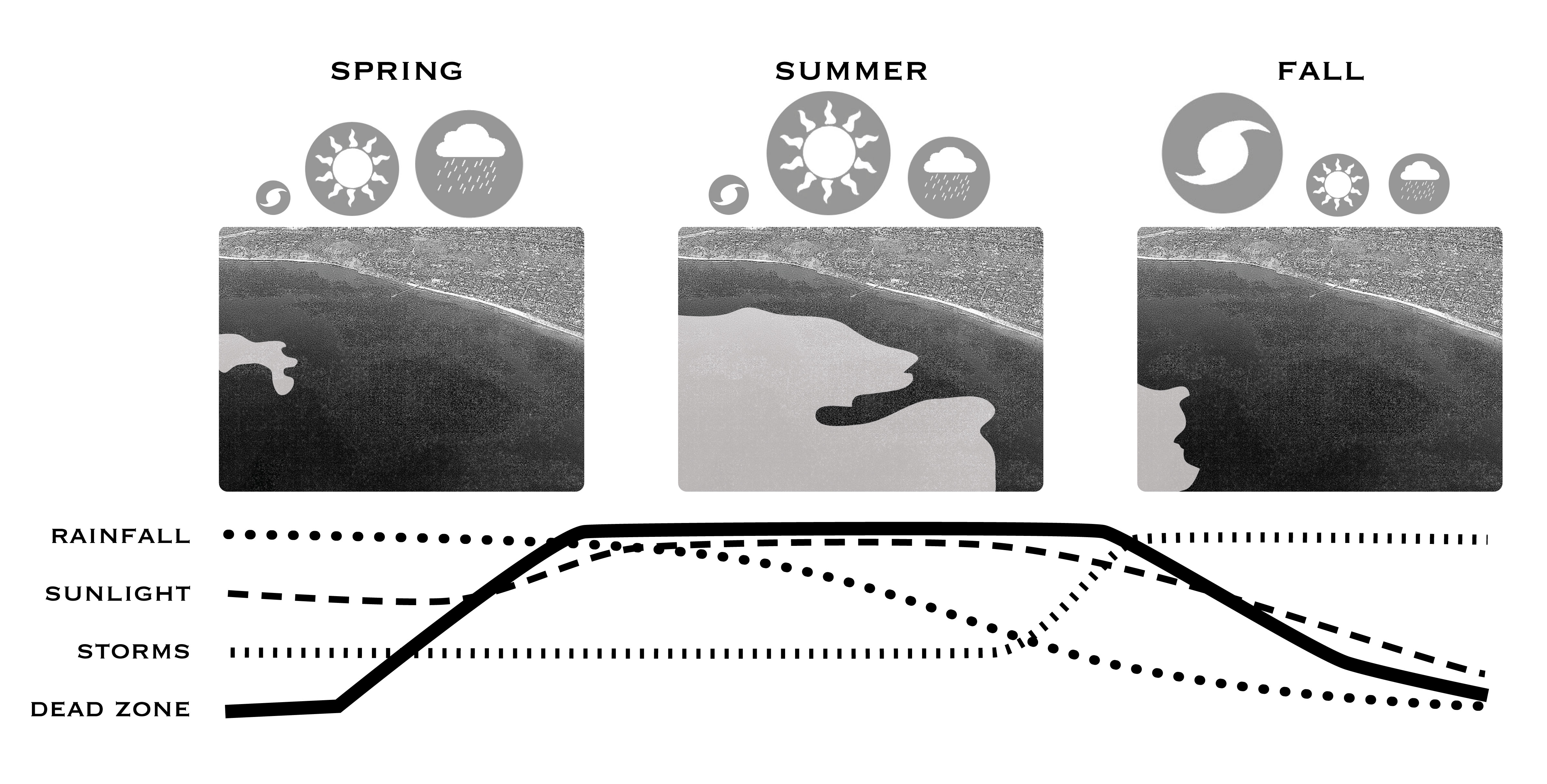
Facteurs influant sur le taux d'oxygène dans le golfe du Mexique.

Les eaux de la surface océanique ont généralement des concentrations en oxygène proches de l'équilibre avec l'atmosphère de la Terre. En général et pour des raisons physiques les eaux plus froides contiennent plus d'oxygène qu'une eau plus chaude. Mais comme cette eau est plus lourde, elle coule vers le fond  et dans la thermocline elle est exposée à la pluie de la matière organique qui tombe des parties supérieures de l'océan. Plus on descend moins la photosynthèse est active, et plus l'on trouvera de bactéries aérobies puis anaérobies s'en nourrissant. L'oxygène est utilisé par le métabolisme des bactéries aérobies, qui en font diminuer la concentration dans l'eau.  Le taux d'oxygène de l'eau profonde dépend de la quantité d'oxygène que contenait l'eau en surface.
Le flux de matière organique diminue fortement avec la profondeur (80 à 90 % de cette matière est consommée dans les premiers 1 000 m de la colonne d'eau.  
Les profondeurs froides de l'océan (alimentées par les zones polaires) contiennent aussi de l'oxygène qui est peu consommé car peu d'espèces vivent aux grandes profondeurs. 
Les couches de surface sont alimentées en oxygène par l'échange avec l'atmosphère et par la photosynthèse.
C'est aux profondeurs intermédiaires et dans les eaux riches en nutriments et organismes que les taux les plus élevés de consommation d'oxygène sont observés (comme il est indiqué ci-dessous).
La distribution océanique des zones de minimum d'oxygène est contrôlée par la circulation océanique à grande échelle. Les eaux poussées par le vent du gyre subtropical ont des échanges avec la surface tels qu'elles ne manquent jamais fortement d'oxygène. Inversement certaines zones situées le long de la zone équatoriale en bordure des gyres stagnent et sont sans  connexion directe avec la surface de l'océan. En conséquence, ces "zones d'ombre" ne sont pas ou peu réalimentées en oxygène, y compris (dans le nord-est tropical du Pacifique par exemple) où il y a peu de matière organique tombant de la surface.
Les organismes qui tels le vampire des abysses, vivent dans la zone du minimum d'oxygène, ont dû développer des adaptations spéciales leur permettant de vivre avec peu d'oxygène ou d'extraire plus efficacement l'oxygène de l'eau que ne le font les espèces qui vivent dans les parties plus oxygénées de l'océan. Une autre stratégie (utilisée par certaines classes de bactéries vivant dans les zones de minimum d'oxygène) est d'utiliser le nitrate plutôt que de l'oxygène dissous de l'eau ; ce faisant elles contribuent à réduire la concentration de ce nutriment important. Ce processus est appelé la dénitrification. 
Les zones de minimum d'oxygène jouent donc un rôle important dans la régulation de la productivité océanique et dans la structuration des communautés écologiques de l'océan mondial. Par exemple, des volumes géants de bactérie en suspension dans la zone du minimum d'oxygène située au large de la côte ouest de l'Amérique du Sud peuvent jouer un rôle-clé dans la région qui est extrêmement riche du point de vue halieutique ; des nappes bactériennes de la taille de l'Uruguay  y ont été trouvées. 
Les modélisations existantes du Système terrestre prédisent une réduction considérable de l'oxygène dissous dans les mers (et des modifications d'autres variables physico-chimiques) dans l'océan en raison du changement climatique en cours, avec des conséquences pour les écosystèmes et les populations.